# Сент Хелен (Мичиген)
Сент Хелен (енгл. St. Helen) насељено је место без административног статуса у америчкој савезној држави Мичиген.

## Демографија
По попису из 2010. године број становника је 2.668, што је 325 (-10,9%) становника мање него 2000. године.
| Група             | 2000.         | 2010.         |
| Белци             | 2.927 (97,8%) | 2.563 (96,1%) |
| Афроамериканци    | 2 (0,1%)      | 3 (0,1%)      |
| Азијати           | 3 (0,1%)      | 2 (0,1%)      |
| Хиспаноамериканци | 23 (0,8%)     | 30 (1,1%)     |
| Укупно            | 2.993         | 2.668         |